# 694년

## 연호
- 무주(武周) 장수(長壽) 3년 / 연재(延載) 원년

## 기년
- 무주(武周) 측천황제(則天皇帝) 5년
- 신라(新羅) 효소왕(孝昭王) 3년

## 사건
- 11월 9일 - 히스파니아의 서고트족 왕인 에지카가 무슬림을 도왔다는 죄목으로 유대인을 추궁 하고 모두 노예로 삼겠다고 선고하다.
- 일본 : 후지와라쿄(藤原京)로 천도

## 사망
신라 문무왕의 친동생이자 태종 무열왕의 둘째아들인 김인문이, 장안에서 향년 65세의 나이로 생을 마감하다.